# Selenia mariaria
Selenia mariaria là một loài bướm đêm trong họ Geometridae.